# 所三男
所 三男（ところ みつお、1900年11月3日 - 1989年6月30日）は、日本の歴史学者・歌人。

## 経歴
長野県東筑摩郡岡田村（現在の松本市）出身。1926年國學院大學高等師範部中退後、故郷に近い西筑摩郡福島町（現在の木曽町）で代用教員を務めていた時に、尾張徳川家の徳川義親に気に入られて1929年に徳川林政史研究所に入る。同研究所では、尾張藩（木曾谷を領有していた）を中心とした林業の歴史研究を行っており、所も日本各地の林政資料の調査・研究にあたった。その後、1940年には主任研究員、1967年には所長に任命され、当時日本ではほとんど行われていなかった林業・林政史研究の第一人者となった。また、1947年には文部省史料館の創設に参加して初期の業務運営の中心メンバーとなった。1960年、「林業史の研究」で国学院大学文学博士。1980年に刊行した研究の集大成『近世林業史の研究』で、翌年日本学士院賞を受賞。また、太田水穂が主宰する『潮音』の同人として短歌も詠んだ。平凡社の『日本歴史地名大系 21 岐阜県の地名』の監修を務めた。

## 著書
- 『具体例による歴史研究法』宝月圭吾,児玉幸多共編　吉川弘文館　1960
- 『沓野山の歴史 近世篇』徳川林政史研究所　1975
- 『近世林業史の研究』吉川弘文館　1980